# Eaten Alive
Eaten Alive is een film uit 1977 onder regie van Tobe Hooper.

## Verhaal
Judd is een gestoorde man die een hotel in een moeras runt. Hij heeft hier een krokodil als huisdier. Deze eet alles, inclusief de gasten. Wanneer een complete bloedscène plaatsvindt, wordt het al snel een moeilijke strijd om te overleven.

## Rolverdeling
| Acteur         | Personage      |
| -------------- | -------------- |
| Neville Brand  | Judd           |
| Mel Ferrer     | Harvey Wood    |
| Carolyn Jones  | Miss Hattie    |
| Marilyn Burns  | Faye           |
| William Finley | Roy            |
| Stuart Whitman | Sheriff Martin |
| Kyle Richards  | Angie          |
| Robert Englund | Buck           |

## Trivia
- Een inspiratie voor de film was seriemoordenaar Joe Ball. Ball werd verdacht van het voeren van zijn alligators met zijn slachtoffers.
- Quentin Tarantino gebruikte de naam van Buck uit deze film voor een personage in Kill Bill.